# عکاسی ریزنگاری

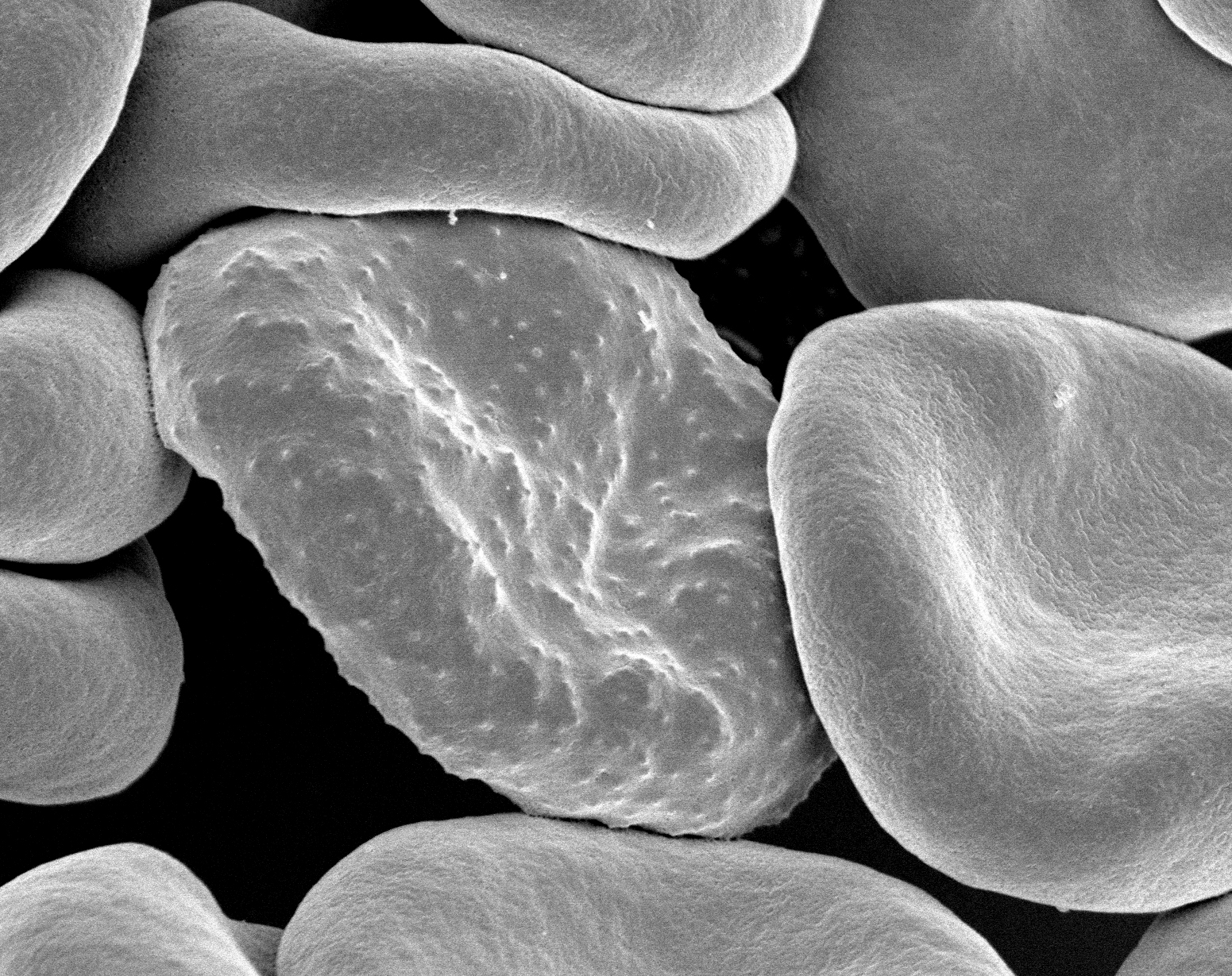
نگاره‌ای با استفاده از عکاسی ریزنگاری از یک گلبول قرمز آلوده‌شده به پلاسمودیوم فالسیپاروم (در مرکز تصویر به شکل خاردار) در میان دیگر گلبول‌های هنوز سالم. پلاسمودیوم فالسیپاروم، یکی از کشنده‌ترین انگل‌های عامل مالاریا و از علل اصلی مرگ‌ومیر ناشی از ابتلا به مالاریا در سراسر دنیاست.

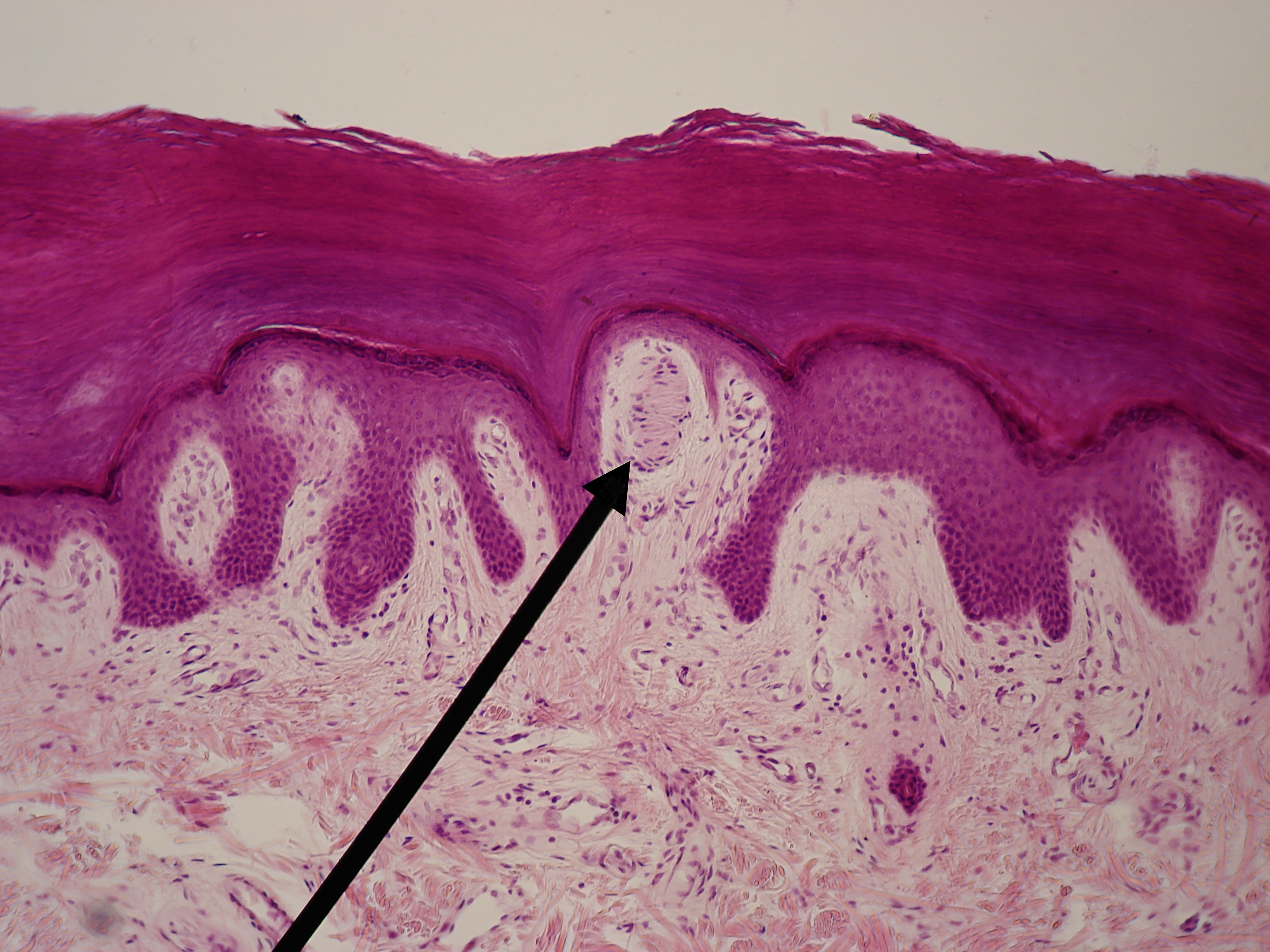
مقطع پوست با میکروسکوپ نوری

ریزنگاری یا میکروگرافی (به انگلیسی: Micrography) روشی است در عکاسی برای تهیه نگاره توسط ریزبین. این روش در علوم مختلف به خصوص در پزشکی و متالورژی و فناوری اطلاعات (IT) و امروزه در عکاسی هنری کاربرد دارد.
یک میکروگراف حاوی جزئیات گسترده‌ای از ریزساختارها است. انبوهی از اطلاعات را می‌توان از یک میکروگراف ساده مانند رفتار ماده در شرایط مختلف، تجزیه و تحلیل نابودی میکروارگانیسمها، تخمین اندازه دانه، آنالیز عنصری و غیره به دست آورد. میکروگراف‌ها در تمام زمینه‌های میکروسکوپی کاربرد وسیعی دارند.

## انواع

### فوتومیکروگرافی
اختراع میکروسکوپ در قرن ۱۷ میلادی توسط آنتونی فان لیوونهوک، دید تازه‌ای به مردم به‌خصوص به پژوهش‌گران هدیه نمود ولی ۵۰ سال طول کشید تا با نصب دوربین عکاسی، قادر باشند از نمای زیر میکروسکوپ نوری، نگاره تهیه نمایند.
به‌تدریج که دست‌یابی به بزرگنمایی‌های بیشتر امکان‌پذیر گردید، دنیای جدیدی در افق بینندهٔ عادی یا پژوهنده به‌وجودآمد.

### الکترون‌میکروگرافی
نگاره‌های میکروسکوپ الکترونی کاربرد زیادی در پزشکی و ژنتیک و تحقیقات سلولی دارند.

## فوتومیکروگرافی در گوشی‌های هوشمند
بلینا و میسونی برای اولین بار در سال ۲۰۰۹ مقاله‌ای را منتشر کردند که در آن روش فوتومیکروگرافی در تلفن هوشمند با تکنیک دست آزاد را توصیف می‌کرد. در این روش فقط باید دوربین گوشی هوشمند خود را روی چشمی میکروسکوپ متمرکز کند و عکس بگیرد. با این حال، بعدها، آداپتورهای تجاری و خانگی مختلفی برای سهولت تمرکز معرفی شدند. یک آداپتور خانگی نیز با استفاده از مواد ضایعاتی و یک قوطی آلومینیومی ساخته شد.

## نگارخانه

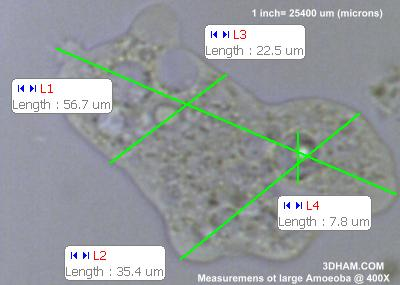
گسترش پای کاذب در رفتار آمیبی یک باکتری.
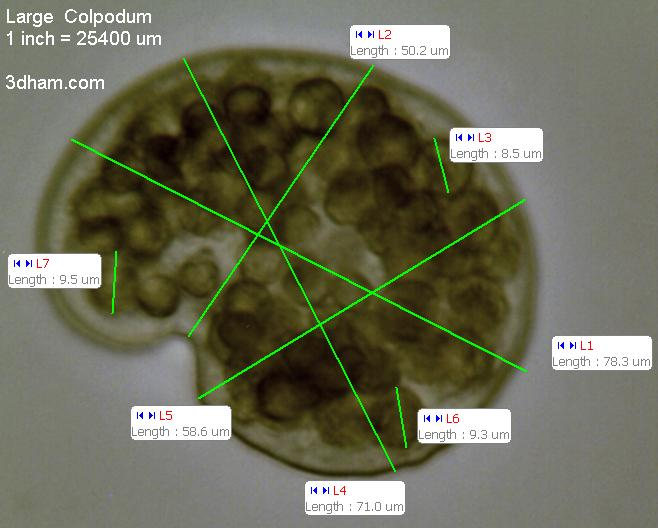
پاغلافی
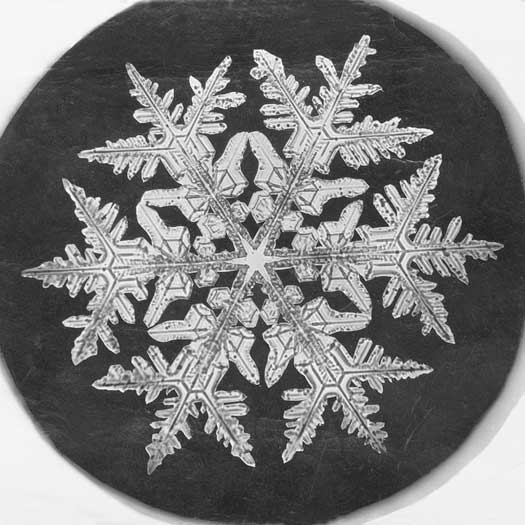
بلور برف،میکروگراف توسط ویلسون بنتلی ، ۱۸۹۰ میلادی.
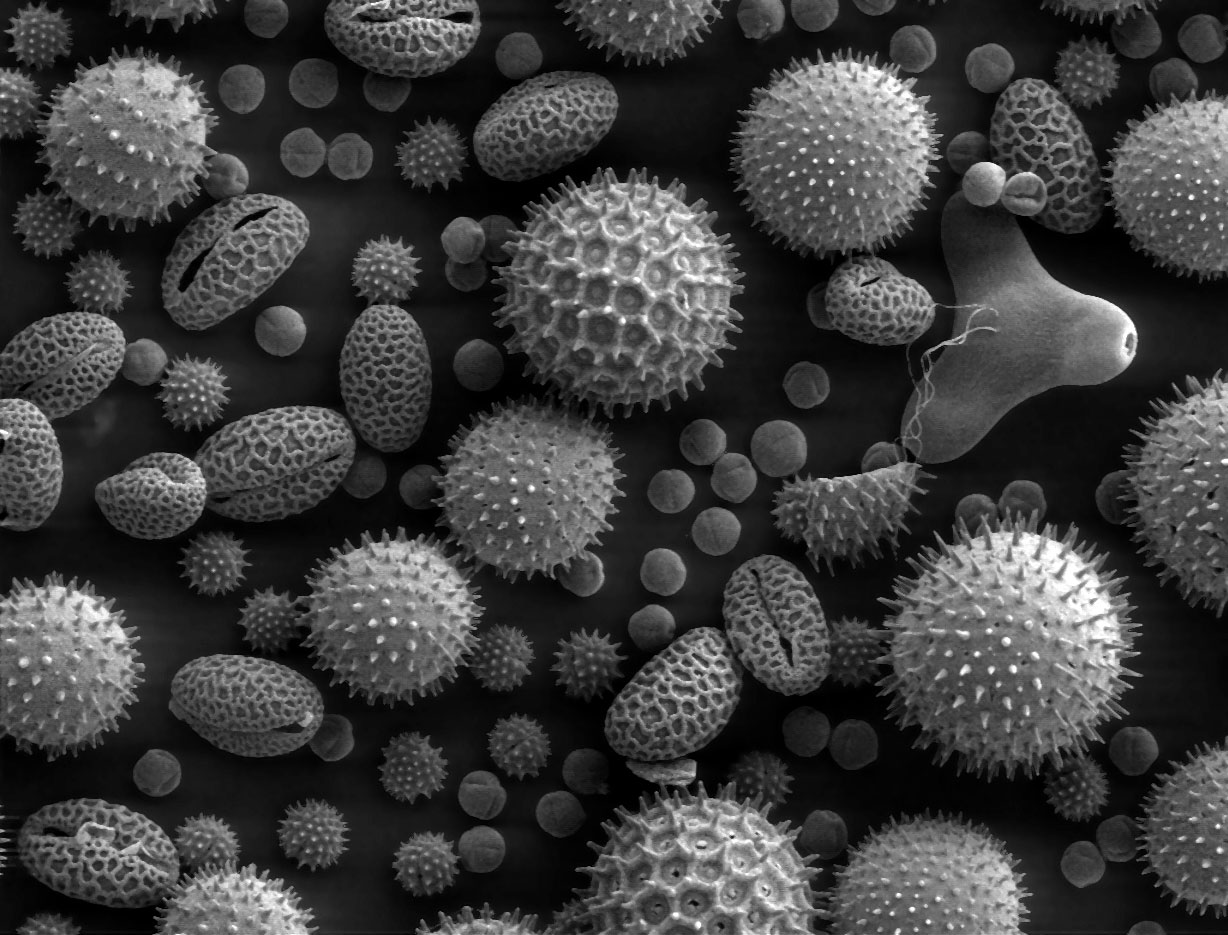
گرده گیاهان میکروسکوپ الکترونی روبشی
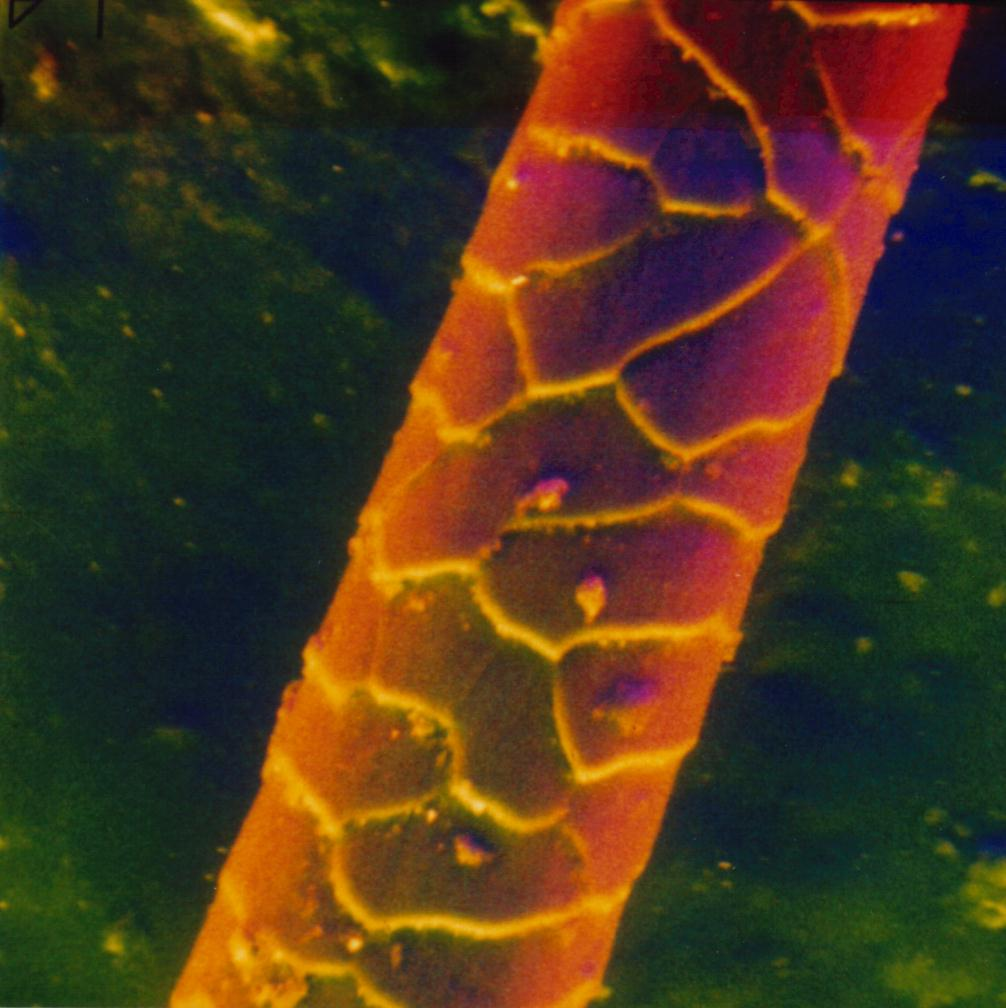
موی گربه با میکروسکوپ الکترونی
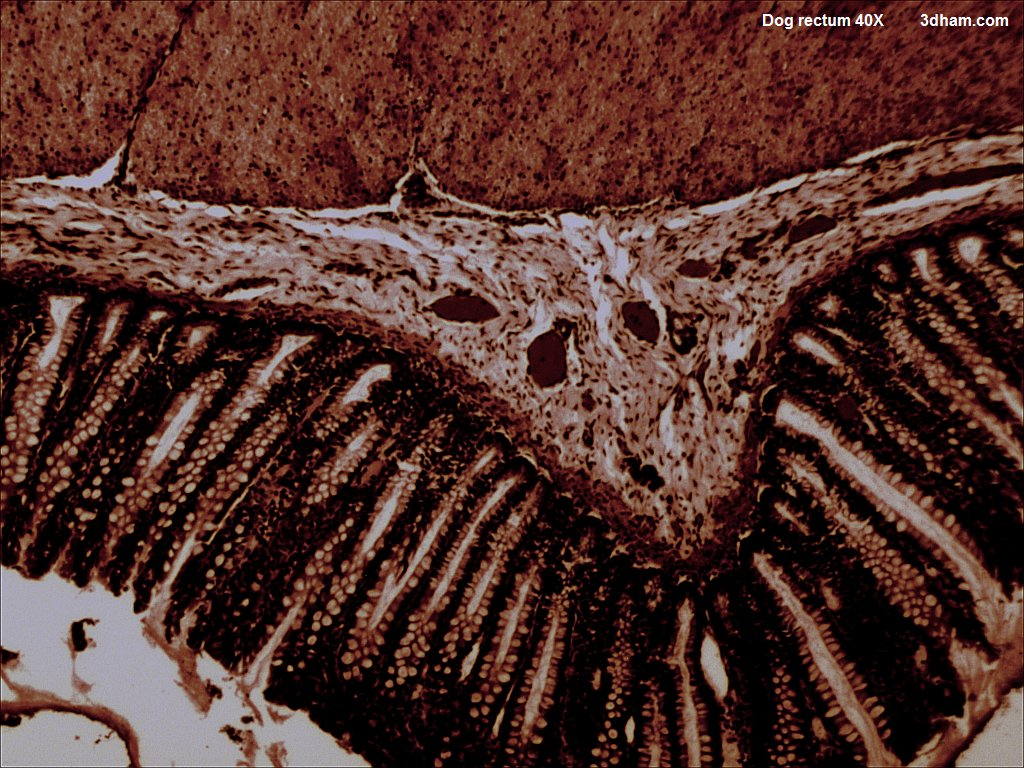
میکروعکس از یک بخش از بافت رکتوم سگ (40×)
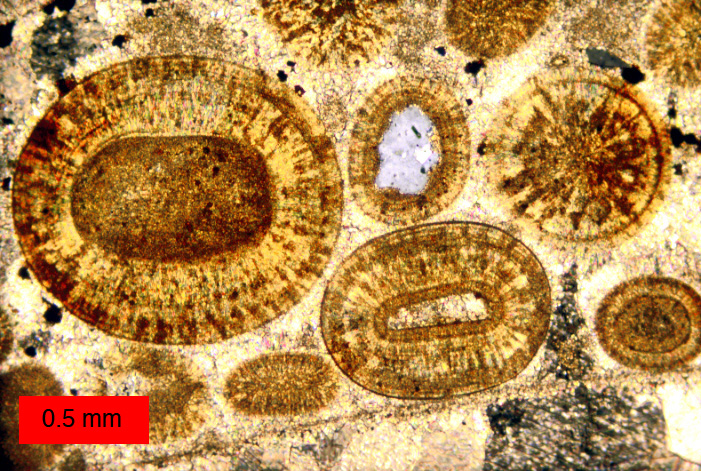
فتومیکروگرافی از بخش نازک سنگ آهک (در دانه‌های تخم مرغی). بزرگترین دانه‌ها تقریباً 1.2 میلی متر قطر دارند.
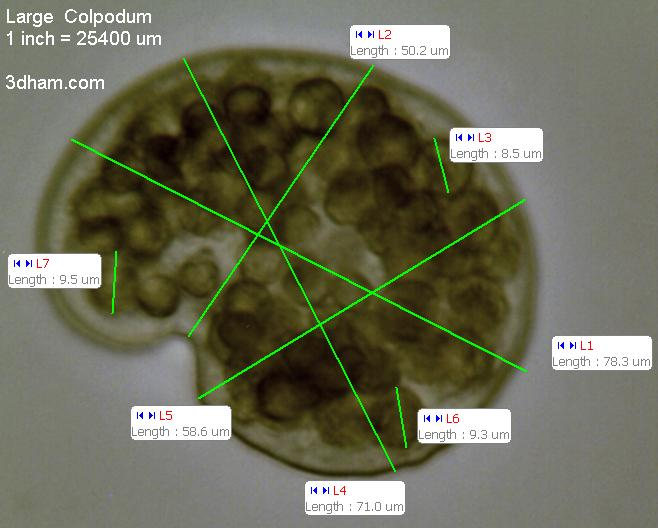
ابعاد یک کولپودیوم بزرگ (بزرگنمایی 400 برابر)
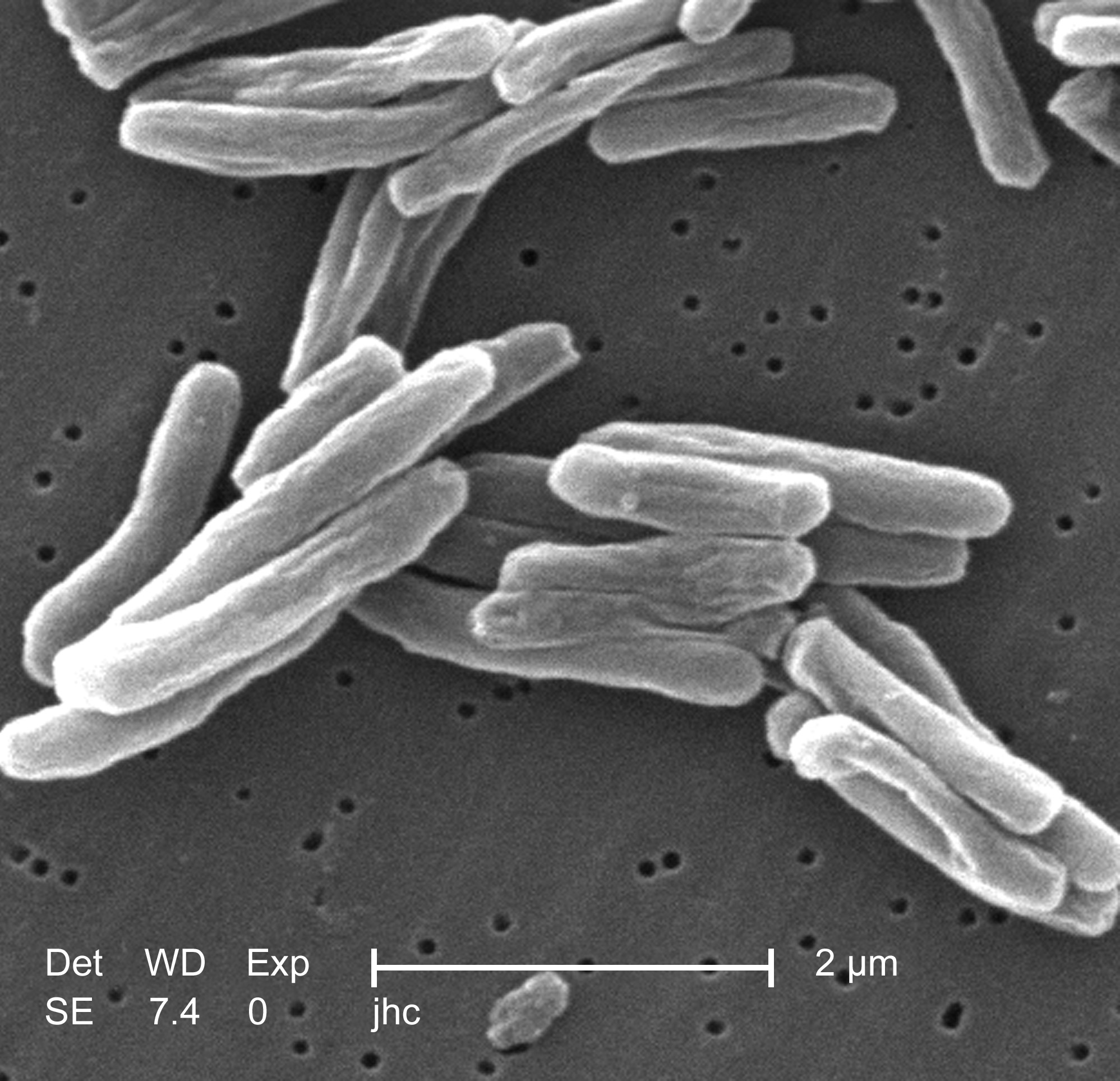
میکروفتوگرافی میکروباکتری سل با استفاده از SEM.
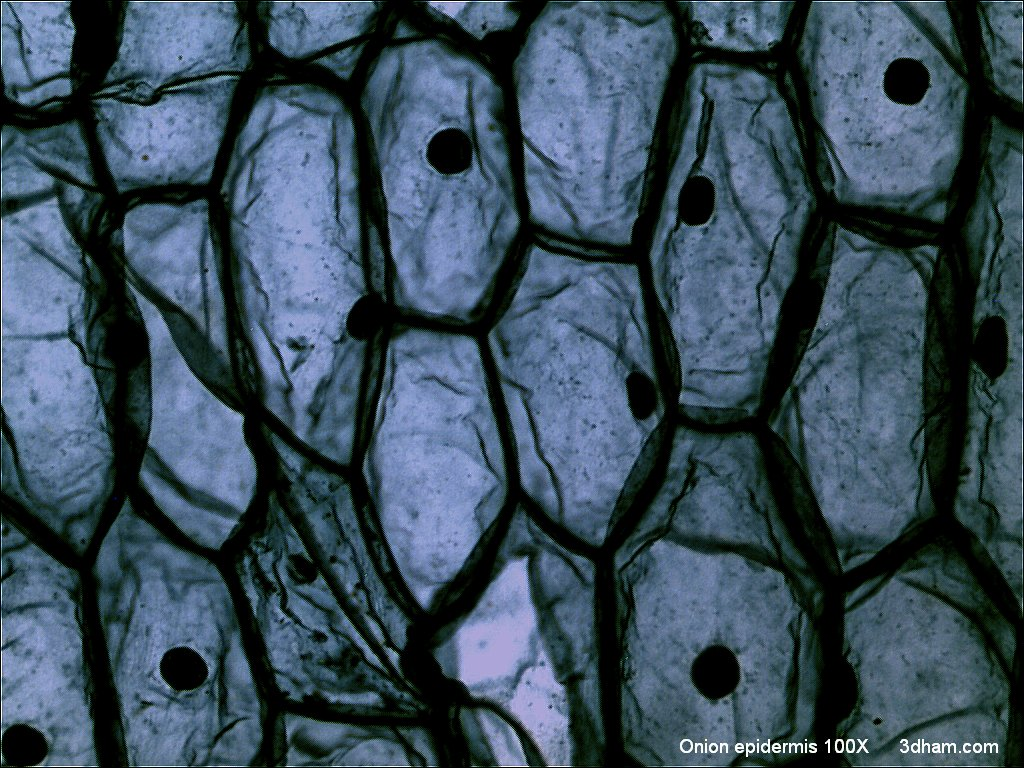
میکروسکوپ عکس بافت اپیدرم پیاز میکروسکوپ نوری با بزرگنمایی ۱۰۰ برابر.
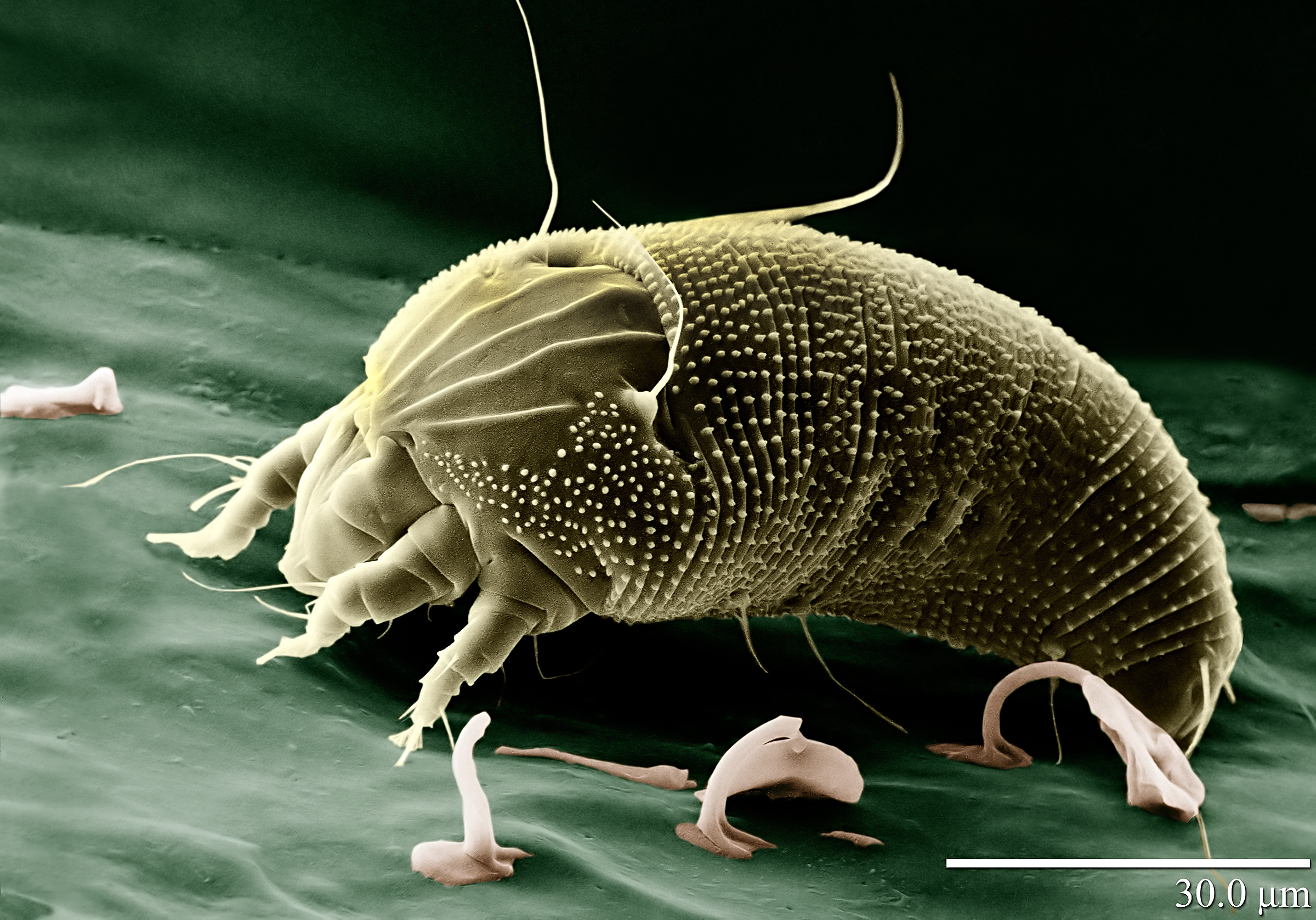
نمونه‌ای از تصویر به دست آمده با استفاده از میکروسکوپ الکترونی.
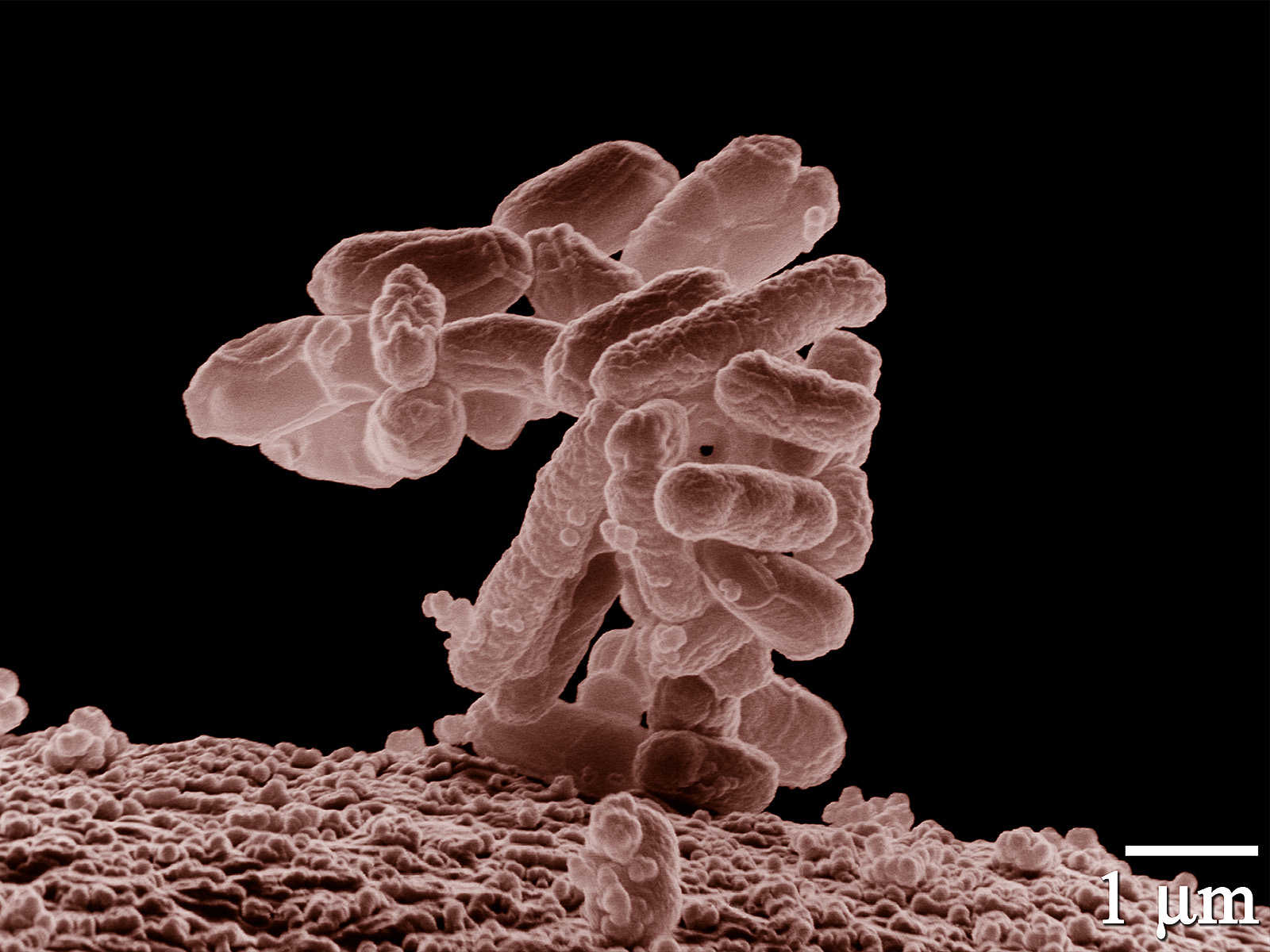
اشریشیا کلی
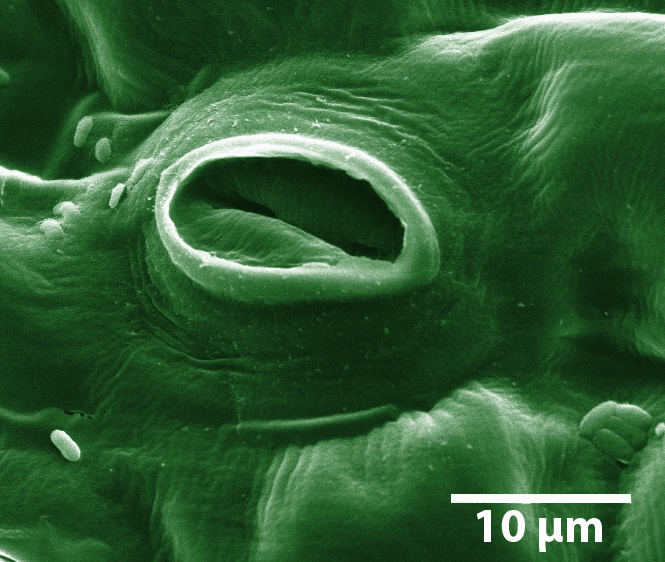
روزنه هوایی گوجه فرنگی
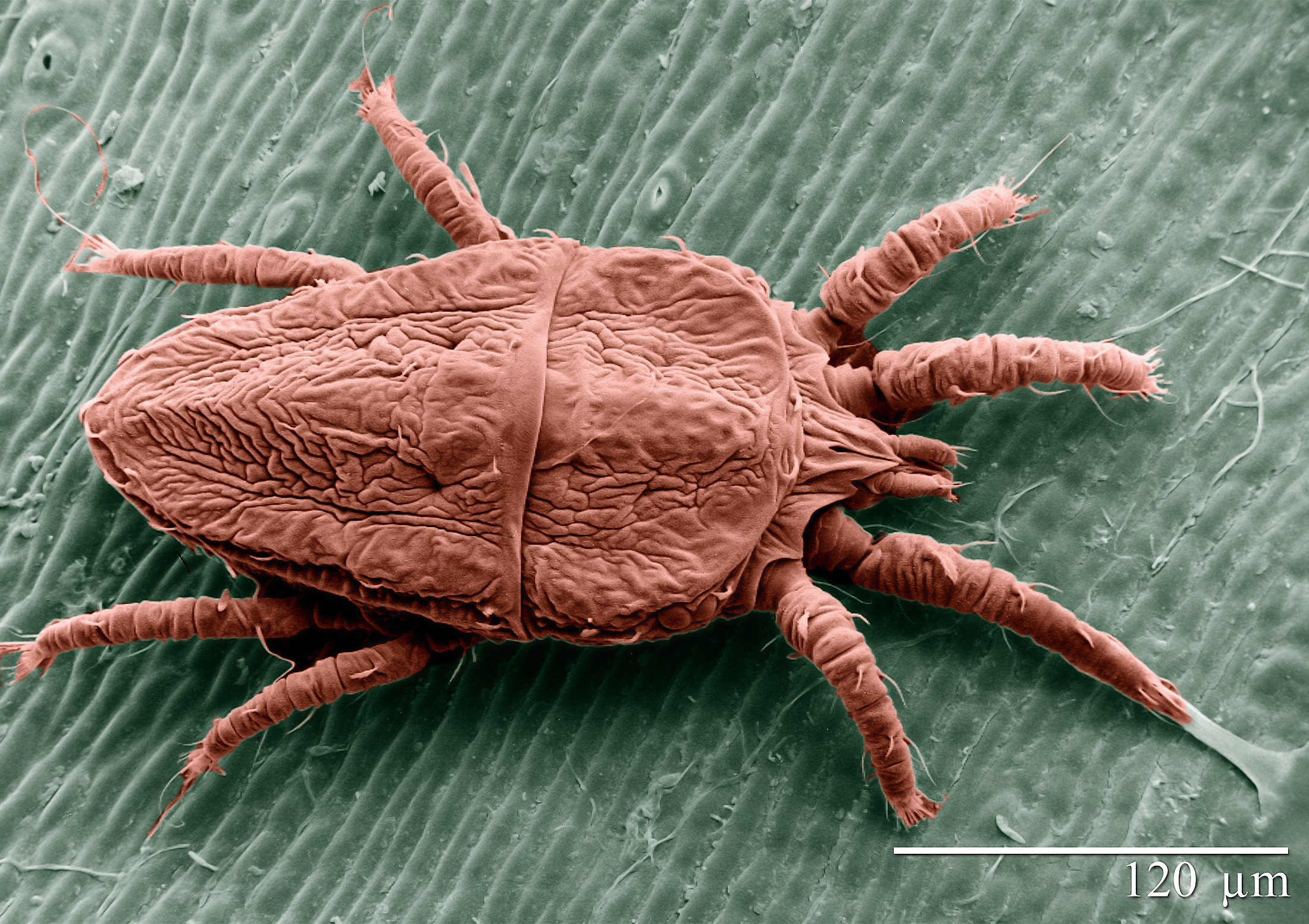
فنیقی برویپالپوس
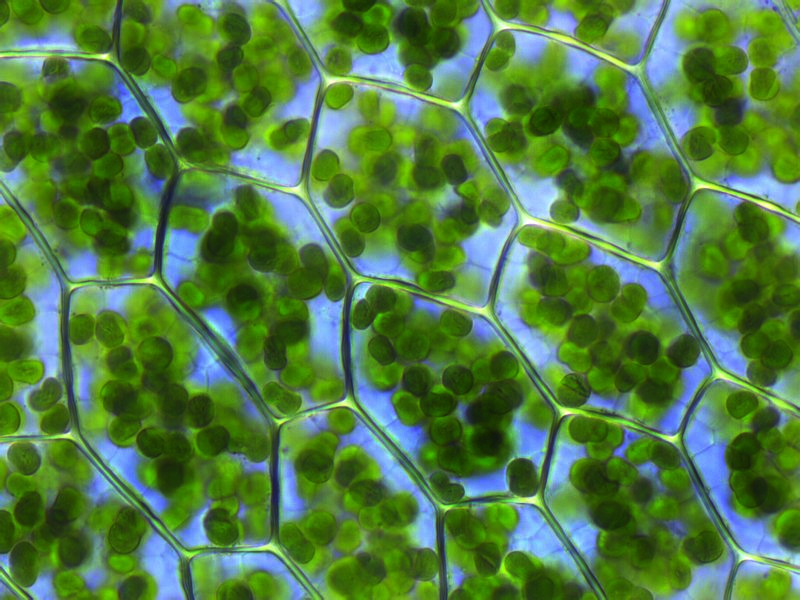
نمونه‌ای از فتومیکروگراف